# Coleophora involucrella
Coleophora involucrella is een vlinder uit de familie kokermotten (Coleophoridae). De wetenschappelijke naam is voor het eerst geldig gepubliceerd in 1905 door Chretien.
De soort komt voor in Europa.